# Russie aux Jeux olympiques d'hiver de 2006
Cet article contient des informations sur la participation et les résultats de la Russie aux Jeux olympiques d'hiver de 2006 à Turin en Italie. La Russie  était représentée par 178 athlètes.

## Médailles
- Liste des vainqueurs d'une médaille (par ordre chronologique)
  - Evgenia Medvedeva-Abruzova  en ski de fond sur 15 km poursuite F Résultats
  - Eugeni Dementiev  en ski de fond sur 30 km poursuite H Résultats
  - Albert Demtschenko  en luge simple H Résultats
  - Svetlana Ishmouratova  en biathlon sur 15 km individuel F Résultats
  - Albina Akhatova  en biathlon sur 15 km individuel F Résultats
  - Dimitri Dorofeyev  en patinage de vitesse sur 500 m H Résultats
  - Tatiana Totmianina et Maksim Marinin  en patinage artistique (couples) Résultats
  - Ivan Alypov et Vassili Rotchev  en ski de fond en sprint par équipe H Résultats
  - Svetlana Zhurova  en patinage de vitesse 500 m F Résultats
  - Yekaterina Abramova, Yekaterina Lobysheva et Svetlana Vysokova  en patinage de vitesse en poursuite par équipe F Résultats
  - Evgeni Plushenko  en patinage artistique (hommes) Résultats
  - Natalia Baranova-Masolkina, Larisa Kurkina, Julija Tchepalova et Evgenia Medvedeva-Abruzova  en ski de fond 4 × 5 km F Résultats
  - Albina Akhatova  en biathlon en poursuite 12,5 km H Résultats
  - Tatiana Navka et Roman Kostomarov  en patinage artistique (danse sur glace) Résultats
  - Ivan Tcherezov, Sergei Tchepikov, Pavel Rostovtsev et Nikolay Kruglov  en biathlon en relais 4 × 7,5 km H Résultats
  - Alena Sidko  en ski de fond sprint féminin Résultats
  - Anna Bogali, Svetlana Ishmouratova, Olga Zaïtseva et Albina Akhatova  en biathlon en relais 4 × 6 km F Résultats
  - Vladimir Lebedev  en ski acrobatique saut H Résultats
  - Irina Sloutskaïa  en patinage artistique femmes Résultats
  - Julija Tchepalova  en ski de fond sur 30 km libre F Résultats
  - Alexandre Zoubkov, Filipp Egorov, Alexej Seliverstov et Alekseï Voïevoda  en bobsleigh en bob à 4 H Résultats
  - Eugeni Dementiev  en ski de fond sur 50 km libre H Résultats

## Épreuves

### Biathlon
Hommes
Femmes

### Bobsleigh
Hommes
Femmes

### Combiné nordique
Hommes

### Curling
Hommes
Femmes

### Hockey sur glace
Hommes
| Position | Nom                  | Équipe 2005–2006        |
| -------- | -------------------- | ----------------------- |
| G        | Maksim Sokolov       | SKA Saint-Pétersbourg   |
| G        | Ievgueni Nabokov     | Sharks de San José      |
| G        | Ilia Bryzgalov       | Mighty Ducks d'Anaheim  |
| D        | Andreï Markov        | Canadiens de Montréal   |
| D        | Vitali Vichnevski    | Mighty Ducks d'Anaheim  |
| D        | Darious Kasparaïtis  | Rangers de New York     |
| D        | Fiodor Tioutine      | Rangers de New York     |
| D        | Daniil Markov        | Predators de Nashville  |
| D        | Anton Voltchenkov    | Sénateurs d'Ottawa      |
| D        | Sergueï Gontchar     | Penguins de Pittsburgh  |
| D        | Sergueï Joukov       | Lokomotiv Iaroslavl     |
| A        | Ilia Kovaltchouk     | Thrashers d'Atlanta     |
| A        | Pavel Datsiouk       | Red Wings de Détroit    |
| A        | Alekseï Kovaliov     | Canadiens de Montréal   |
| A        | Aleksandr Ovetchkine | Capitals de Washington  |
| A        | Alekseï Iachine-C    | Islanders de New York   |
| A        | Viktor Kozlov        | Devils du New Jersey    |
| A        | Aleksandr Frolov     | Kings de Los Angeles    |
| A        | Ievgueni Malkine     | Metallourg Magnitogorsk |
| A        | Maksim Afinoguenov   | Sabres de Buffalo       |
| A        | Aleksandr Kharitonov | HK Dinamo Moscou        |
| A        | Aleksandr Koroliouk  | Vitiaz Tchekhov         |
| A        | Maksim Souchinski    | HK Dinamo Moscou        |
| A        | Andreï Taratoukhine  | Lokomotiv Iaroslavl     |
| A        | Ivan Nepriaïev       | Lokomotiv Iaroslavl     |

Femmes

### Luge
Hommes
Femmes

### Patinage artistique
Hommes
Femmes
Couples
Dance sur glace

### Patinage de vitesse
Hommes
Femmes

### Short-track
Hommes
Femmes

### Saut à ski
Hommes
- Ildar Fatchullin
- Dimitri Vassiliev
- Denis Kornilov
- Dmitri Ipatov

### Skeleton
Hommes
Femmes

### Ski acrobatique
Hommes
Femmes

### Ski alpin
Hommes
Femmes

### Ski de fond
Hommes
Femmes

### Snowboard
Hommes
Femmes